# Брага (округ)
О́круг Бра́га, або Бра́зький о́круг (порт. Distrito de Braga) — округ у Португалії. Окружний адміністративний центр — місто Брага. Розташований в північній частині країни, на березі Атлантичного океану. Складова регіону Північ. За старим адміністративним поділом, що був чинним до 1976 року, територія округу належала провінції Міню. Площа — 2673 км². Поділяється на 14 муніципалітетів і 347 парафій. Населення — 848 185 ос. (2011), густота населення — 317,32 осіб/км²
. Код ISO 3166-2 — PT-03.

## Географія
На півночі межує з округом Віана-ду-Каштелу, на сході — з округом Віла-Реал, на півдні — з округом Порту. На заході омивається водами Атлантичного океану.

## Муніципалітети
1. Амареш
2. Барселуш
3. Брага
4. Вієйра-ду-Міню
5. Візела
6. Віла-Верде
7. Віла-Нова-де-Фамалікан
8. Гімарайнш
9. Ешпозенде
10. Кабесейраш-де-Башту
11. Повуа-де-Ланьозу
12. Селоріку-де-Башту
13. Терраш-де-Бору
14. Фафе

## Парафії
- Парафії Бразького округу

## Населення
| Кількість мешканців | Кількість мешканців | Кількість мешканців | Кількість мешканців | Кількість мешканців | Кількість мешканців | Кількість мешканців | Кількість мешканців | Кількість мешканців | Кількість мешканців | Кількість мешканців | Кількість мешканців | Кількість мешканців | Кількість мешканців | Кількість мешканців |
| ------------------- | ------------------- | ------------------- | ------------------- | ------------------- | ------------------- | ------------------- | ------------------- | ------------------- | ------------------- | ------------------- | ------------------- | ------------------- | ------------------- | ------------------- |
| 1864                | 1878                | 1890                | 1900                | 1911                | 1920                | 1930                | 1940                | 1950                | 1960                | 1970                | 1981                | 1991                | 2001                | 2011                |
| 317 499             | 328 134             | 340 379             | 358 183             | 383 131             | 378 145             | 414 101             | 487 674             | 546 302             | 596 768             | 612 710             | 708 924             | 748 192             | 831 366             | 848 185             |